# Bartolo Palmieri da Cascina
Bartolo Palmieri (Cascina, ... – ...; fl. XIV secolo) è stato un cavaliere medievale italiano Gerosolimitano, che fece costruire l'oratorio di San Giovanni Battista a Cascina.
Egli fu anche Priore del Santo Sepolcro di Pisa: si racconta che Fra' Bartolo, essendo stato privato del Priorato per alcune sue disubbidienze da parte del Maestro e del Convento degli Ospitalieri, fece un voto a Santa Ubaldesca, giurando che se avesse riottenuto il Priorato avrebbe fatto festeggiare la ricorrenza di lei nel giorno della Santissima Trinità.
Fra' Bartolo Palmieri mantenne dunque la parola e nella città di Pisa si festeggiò ogni anno il culto di Santa Ubaldesca, stabilito da Papa Sisto V nel giorno 28 maggio.